# Forradalomellenes Párt
Forradalomellenes Párt (hollandul: Anti-Revolutionaire Partij, rövidítése: ARP) egy hollandiai protestáns kereszténydemokrata párt volt. A pártot 1879-ben alapította Abraham Kuyper neokálvinista teológus és miniszter. A párt 1980-ban szűnt meg a Kereszténydemokrata Tömörülésbe való csatlakozással. Ez a párt volt Hollandia első tömegpártja, a párt megalakulásakor legfőbb célja, a holland antitézis felszámolása. Az antitézis értelmében ahhoz, hogy az egyházi iskoláknak is egyenlő mértékű finanszírozása legyen kétharmados többséget kellett biztosítani. Ennek céljából össze kellett fogni a vallásos (Keresztény Történelmi Unió, Római Katolikusok Általános Ligája)  és világi (Szociáldemokrata Munkáspárt, Liberális) pártokkal.

## Története

### 1879 előtt
A párt ideológiai alapja már az 1840-es években megjelentek. A Holland Református Egyházon belül megerősödtek az ortodoxok, Guillaume Groen van Prinsterer politikus vezetésével a forradalomelleneseknek csoportja jött létre, ami ellenezte a református egyházon és a belpolitikában belül végbemenő liberális folyamatokat. Három fő értékük volt:"Isten, Hollandia és az Oránia-Nassau ház."  Fontosnak tartották, hogy a közoktatás protestáns keresztény szellemiségű maradjon. A párt kapcsolatot ápolt az Áprilisi Mozgalommal, amely ellenezte, hogy Hollandiában visszaállítsák a római katolikus egyházmegyéket emellett a Képviselőházban. A forradalomellenesek jó viszony ápoltak a liberális konzervatívokkal is, akik ellenezték a társadalmi és politikai reformokat liberális protestáns és szekularizált humanista ideológiák mentén.
Az 1860-as évekre Groen van Prinsterer egyre inkább elszigetelődött a konzervatív erők között. Hiszen megváltoztatta saját protestáns keresztény szellemiségét: hangsúlyozta a szféra-szuverenitás elvét szemben a teokráciával. Ennek értelmében Groen van Prinsterer nem egy protestáns-keresztény társadalmat akart, hanem protestáns szellemiségen alapuló sokszínű társadalmat. Ezzel együtt az ortodox protestánsoknak lettek egyházaik, iskoláik, kórházaik, újságjaik, politikai pártjaik és sportegyesületeik. Ezzel megalapozták Hollandiában a pillarizációt, amely az országot 1880 és 1960 között meghatározta.
1864-ben Groen van Prinsterer levelezésbe kezdett Kuyperrel. Kuyperre nagy hatással volt, aki az ortodox protestáns társadalmi elképzelését meg akarta valósítani.

### Alapítása

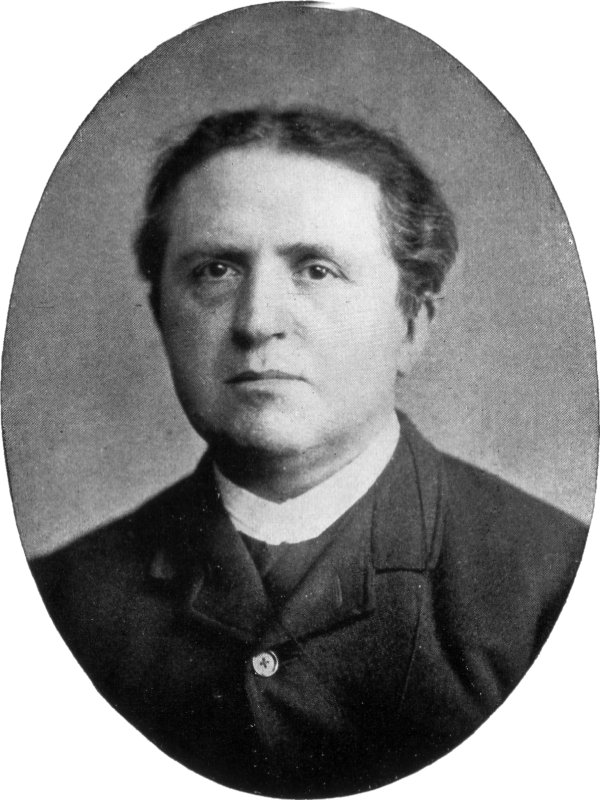
Abraham Kuyper, a párt alapítója és elnöke 1920-ig, Hollandia miniszterelnöke 1901-1905 között

1878-ban petíciót írtak az egyházi iskolák egyenlő finanszírozása miatt, ami komoly gondot jelentett Hollandiában. 
A pártot 1879. április 3.-án alapította meg Kuyper, ami az ortodox protestánsok felekezeti pártjává vált Hollandiában.  Az 1877-ben megírt programjuk alapján megkezdték létrehozni a protestáns pillér tagjait: számos protestáns iskolát alapítottak (például: Amszterdami Szabad Egyetem) és a De Standaard című napilapot. 1886-ban Kuyper kilépett a liberális Holland Református Egyházból és megalapította a Hollandiai Református Egyházakat.

### 1879-1917
1879-ben került a párt be a Képviselőházba, ahol a 100-ból 13 mandátumot szereztek. 1884-ben már 21 mandátumot szereztek és 1886-ban bejutottak egy mandátummal a Szenátusba is.
Az 1888-as választáson a párt a második legerősebb párttá vált: 31,4%-kal 27 mandátumot szerzett. A választás után egy kereszténydemokrata kormány jött létre Aeneas Baron Mackay vezetésével. A kormányban forradalomellenesek mellett katolikus párti miniszterek is voltak. Mivel a Szenátus liberális többségben volt, emiatt a kormány számos kezdeményezését leszavazták, ami miatt 3 év után 1891-ben megbukott a kormány.
1891-ben a vallásos pártok elvesztették többségüket, Gijsbert van Tienhovan vezetésével liberális kormány alakult. Ez a kormány a férfiak számára bevezette az általános választójogot. Az ARP megosztott volt a kérdésben, hiszen Kuyper és a párt többsége támogatta az intézkedést, míg Alexander de Savornin Lohman előző kormányban levő belügyminiszter hevesen ellenezte. Kuyper a párt érdeke miatt támogatta az intézkedést, hiszen a középosztályt érintette a választójog kiterjesztése, ami a párt választói bázisának számított. De Savornin Lohman azért ellenezte, mert ezzel közvetve a népszuverenitás bevezetésre került a királyok isteni jogalapja helyett. A konfliktus a pártfegyelem is növelte, ugyanis Kuyper a szigorú pártfegyelem híve volt, míg De Savornin Lohman ellenezte.  Ez az intézkedés 1894-ben pártszakadáshoz vezetett, aminek révén De Savornin Lohman és köre kilépett a pártból. Megalapították a Szabad Forradalomellenes Pártot, ami 1904-től Keresztény Történelmi Unió néven működött 1980-ig.
1894-es választáson a Katolikus Liga felbontotta a koalíciót a párttal.
1901-ben a párt történelmi jelentőségű győzelmet aratott, a szavazatok 27%-ával 33 mandátumot szereztek. A kormánykoalíció tagjai lettek a párton kívül a Katolikus Párt és a Keresztény Történelmi Unió is. Abraham Kuyper lett a kormányfő, akinek autoriter vezetési stílusa volt. Jól látható volt ez az 1903-ban megtartott vasutassztrájk esetében, ami miatt Kuyper sztrájkellenes törvényeket hozatott. A liberális többségű Szenátus visszadobta a Képviselőháznak Kuyper törvényjavaslatát arról, hogy az általa alapított protestáns Amszterdami Szabad Egyetemnek is legyen egyenlő jogosultsága mint a többi egyetemnek. Ezt követően Kuyper szenátusi választást igényelt, amiben a vallásos pártoknak lett többsége, így megszavazták a törvényt.
1905-ös választáson a párt 3%-ot vesztett és 8 mandátumot, de a Szenátusban továbbra is a vallásos pártoknak volt többsége. Kuyper elvesztette amszterdami egyéni körzetét, ahol egy progresszív liberális jelölt nyert. A párt frakcióvezetője Theo Heemskerk lett. Hollandiában ekkor kisebbségi kormány alakult liberális vezetéssel.
1912-ben Kuyper otthagyta az országos politikai életet egészségügyi okokból, 1913-ban szenátornak választották meg. Az ez évi általános választáson a párt ugyan 6%-ot vesztett, ám a Képviselőházban elvesztette mandátumainak a felét. A választásokon megerősödtek a szociáldemokraták és a liberálisok. Ezt követően Pieter Cort van der Linden liberális politikus vezetésével új kormány alakult. Kisebbségi kormány alakult meg, amiben csak liberális politikusok voltak. Ez a kormány vezette Hollandiát az első világháború ideje alatt. 
1917-ben történelmi jelentőségű alkotmánymódosítást hajtottak végre: bevezették az arányos képviseleti választási rendszert, alkotmányban rögzítették, hogy mind a világi, mind az egyházi iskolákat egyforma mértékben kell finanszírozni.
Az alkotmánymódosítás következtében Hollandiában a társadalom pillarizált lett, ami azt jelentette, hogy a társadalom vallási és politikai alapon megosztottá vált. Mindenki egy adott pillérbe (katolikus, protestáns, szociáldemokrata, liberális) tartozott. Minden pillérnek meg volt a saját társadalmi intézményrendszere.

### 1917-1945
Az alkotmánymódosítás után a párt 20%-os eredményeket ért csak el. 1918-as választáson a három vallási pártnak 50 mandátuma lett összesen. Az új kormányt a katolikus Charles Ruijs de Beerenbrouck vezette, aminek három miniszterét az ARP delegálta. Gerrit Kersten politikus és köre a pártból kilépve megalapította a Református Politikai Pártot. Ez a párt ellenezte az általános választójogot a katolikusokkal együtt. 1919-ben az általános választójogot kiterjesztették a nőkre is.
1922-es választáson az ARP vezetője a volt hadügyi miniszter Hendrikus Colijn lett, aki a fiskális konzervativizmust és honvédelmet hangsúlyozta.
1930-as években a párt ismét népszerűvé vált Colijn vezetése alatt. 1933 és 1939 között az ARP, Katolikus Liga és Keresztény Történelmi Unió koalíciója vezette az országot. Colijn pénzügyminiszterként elutasította a gulden leértékelését, a gazdasági válság miatti gondokat azonban nem tudta megoldani. 1937-ben a párt 17 mandátumot szerezve a harmadik legerősebb párttá vált.
A második világháború alatt a párt a londoni Holland Emigráns Kormány tagja lett  Pieter Sjoerds Gerbrandy kormányfővel, aki az ARP párt tagja volt. A párt a Holland Ellenállási Mozgalom tagja is volt és ők alapították a Trouw napilapot.

## Ideológiájuk

### Isten
Az ARP egyházi pártként politikáját a Biblia szellemiségére alapozta és ellenezte a népszuverenitást. 
Fontosnak tartotta a párt a szféra-szuverenitás elvét és hogy egy független protestáns társadalom jöjjön létre a holland társadalmon belül. A független társadalomnak álláspontjuk szerint létre kellett hoznia a saját sajtóját, iskoláit, kórházait, sport egyesületeit. A párt egyenjogú finanszírozást követelt az általuk alapított protestáns iskolák részére. A társadalomnak maguknak kellett gondoskodniuk működésükről, ennek értelmében elutasították az állam gazdasági és társadalmi szerepvállalását.

### Hollandok
A párt nacionalista szellemiségű volt, fontosnak tartották Hollandia semlegességét a háborúk esetében. Ellenezték a gyarmatok felszabadítását, Indonézia gyarmati státuszát lényegesnek tartották és hogy a keresztény tanokat terjesszék a gyarmatokon.

## Választók
A párt szavazótábora 1917-ig a holland középosztály illetve a gazdák, munkások soraiból került ki, 1917-től az 1960-as évekig a Holland Református Egyház tagjai körében vált népszerűvé. Az 1960-as évektől a párt megszűnéséig a szekularizáció időszakában a párt szélsőbaloldali szellemisége miatt a fiatalok körében volt népszerű.

## Fordítás
- Ez a szócikk részben vagy egészben  az   Anti-Revolutionary Party című angol Wikipédia-szócikk ezen változatának fordításán alapul.  Az eredeti cikk szerkesztőit annak laptörténete sorolja fel. Ez a jelzés csupán a megfogalmazás eredetét és a szerzői jogokat jelzi, nem szolgál a cikkben szereplő információk forrásmegjelöléseként.